# White Cloud (Kansas)
White Cloud es una ciudad ubicada en el condado de Doniphan, Kansas, Estados Unidos. Según el censo de 2020, tiene una población de 115 habitantes.
Es la sede de gobierno de la Tribu Iowa de Kansas y Nebraska, una de las dos tribus federalmente reconocidas del pueblo iowa. La tribu opera un casino en la reserva.
El centro histórico de la localidad está inscripto en el Registro Nacional de Lugares Históricos.

## Geografía
La localidad está ubicada en las coordenadas 39°58′28″N 95°17′57″O / 39.974342, -95.299039 (39.977348, -95.299888)

## Demografía
Según la Oficina del Censo, en 2000 los ingresos medios de los hogares de la localidad eran de $28,393 y los ingresos medios de las familias eran de $34,688. Los hombres tenían unos ingresos medios de $25,938 frente a $16,563 para las mujeres. Los ingresos per cápita eran de $17,828. Alrededor del 6.1% de la población estaba por debajo del umbral de pobreza.
De acuerdo con la estimación 2016-2020 de la Oficina del Censo, los ingresos medios de los hogares de la localidad son de $23,875. Alrededor del 28.6% de la población está por debajo del umbral de pobreza.